# Six Scary Stories
Six Scary Stories este o antologie de povestiri de groază editată de  Stephen King. A fost publicată de Cemetery Dance Publications la 25 august  2016. O ediție hardcover a apărut la 31 octombrie 2016. 

## Concepție
King  a ales mai multe povestiri pentru această antologie dintre cele care au participat la un concurs pe care l-a condus, concurs sponsorizat de The Guardian și Hodder & Stoughton.

## Povestiri incluse
- "Wild Swimming" de Elodie Harper
- "Eau-de-Eric" de Manuela Saragosa
- "The Spots" de Paul Bassett Davies
- "The Unpicking" de Michael Button
- "La Mort de L'amont"  de Stuart Johnstone
- "The Bear Trap" de Neil Hudson